# 藤田紀子
藤田 紀子（ふじた のりこ、1947年9月7日 - ）は、大分県大分市出身の女優、タレント。本名・旧芸名は、藤田 憲子（読み同じ）。

## 来歴・人物
松竹時代は、映画やドラマでもどこに出ているか確認するのが困難なほどの端役専門の女優であったが、1967年（昭和42年）に『雌が雄を喰い殺す 三匹のかまきり』に出演してからは、一部で注目され短いセリフのある端役を演じるようになった。
1970年（昭和45年）10月、当時屈指の人気幕内力士だった貴ノ花と結婚し、芸能界を引退した。2児をもうけたが、2001年（平成13年）、不倫疑惑が報道される中で別居し、後に離婚して芸能界に復帰した。
2008年（平成20年）12月27日、芸名を本名の藤田憲子から藤田紀子に改名したことを公式ブログで発表した。
現在は女優、タレント、コメンテーターとしてメディア出演するほか、子育て、ライフスタイルをテーマに講演活動を行うなど、活動の場を広げている。相撲部屋の元おかみにして横綱の母親という経歴から、ワイドショーにおいて大相撲に関するコメントを求められることも多い。10代に始めたクラシックバレエのレッスンを近年、再開。その他、ヨガやバランスボールなどで汗を流し、常にアンチエイジングと身体のメンテナンスに余念がない。
孫は花田優一と白河れい（次男の長男と次女）のほか、次男の長女と長男の1男5女と合計9人いる。

## 略歴
- 1967年（昭和42年） - 松竹入社。女優デビュー。
- 1970年（昭和45年） - 当時幕内だった貴ノ花と結婚し、芸能界を引退。
- 1971年（昭和46年）- 長男の勝を出産。
- 1972年（昭和47年） - 次男の光司を出産。
- 1982年（昭和57年） - 藤島親方が藤島部屋を興し、部屋のおかみとなる。
- 2001年（平成13年）- 離婚し、芸能活動を再開。
- 2008年（平成20年）12月 - 芸名を本名の藤田憲子から藤田紀子へ改名。
- 2010年（平成22年）1月 - スペクター・コミュニケーションズ（代表取締役：デーブ・スペクター）に移籍。
- 2018年（平成30年）5月 - 生島企画室（現在のFIRST AGENT）に移籍[3]。

## 所属事務所
アクターズプロモーション倒産後、有限会社クレール、株式会社スペクター・コミュニケーションズを経て、2025年現在はFIRST AGENTに所属する。

## エピソード

### 初代貴ノ花（11代二子山）の妻として
- 貴ノ花との出会いは自身が21歳、貴ノ花が19歳の時であった。最初は藤田曰く「達筆で素敵な文章」の手紙が速達で届き、藤田は心を動かされて貴ノ花に惚れた。ところがある日、凄く汚い字で書かれたひどい文章で藤田の元へ手紙が来たという。「どうしたの?」と藤田が貴ノ花に聞くと、貴ノ花は代筆していた付き人が廃業したと悪びれずに明かしたという。藤田は「詐欺ですよ～。最初からひどい字で、ひどい文章なら、もしかしたら好きにならなかったかもしれない」と後に話している[4]。
- 同郷のにしきのあきらが「自分の初恋の人」と藤田のことをテレビ番組で語ったことがあった。
- 1997年、週刊アサヒ芸能7月24日号で「若乃花（当時大関）の引退報道が出ましたが、あの人が流したデマだと思います。あの人？花田勝治さんですよ」「あの人は、いまだに自分に力があるんだ、ということを誇示したくて、こんな話を記者の方にリークしたんじゃないでしょうか。それに、あの人とはほとんどつきあいがないんですよ。もともと、部屋の合併（1993年3月、旧二子山部屋と旧藤島部屋）には、私は反対でした」と話している[5]。

### 二人の息子に関する風説
- 1995年2月に佐々木信也が講演で花田虎上・貴乃花兄弟について、2人は異父兄弟でありそれぞれの父親は初代若乃花と輪島であるとする風説を流した。このことが『アサヒ芸能』の記事となり[6]、佐々木は父親の11代二子山（大関貴ノ花）と講演会の聴衆に謝罪している。
- 2014年1月17日放送の『ノンストップ!』で藤田は佐々木信也が講演で流した風説についての詳細を語り、貴乃花がいまだに風説を真に受けていることも明かした。当時、大沢樹生と喜多嶋舞の間に生まれた長男が大沢の実子ではないと報じられていた[7]ことから、藤田はDNA鑑定を行う構えも見せ、日刊スポーツの取材にも「疎遠になっている弟（貴乃花）が望めばすぐにでも」と話した。一方で疑惑に対する立場としては「わが家のデマはいつまでたっても消えない。私の子だし、父親は同じ。100%以上の自信がある」と答えている[8]。また、元夫（01年に離婚）が亡くなる前に、長男に「親方の髪の毛と爪を残しておいて」と頼んだと発言した[9]。
- 2021年1月、所属している生島企画室（現在のFIRST AGENT）のYoutubeチャンネルに出演して近況を語った折も、元夫が亡くなった時に花田虎上・貴乃花兄弟間で揉め事があったこと、また2年ほど前に生前に元夫が貴乃花に話したこと(兄弟の父親が別であるという風説)を真に受けていることが耳に入ったと話している[10]。

### 離婚後

#### 八百長疑惑記事裁判への証人申請
- 2004年から2005年にかけてジャーナリストの武田頼政が週刊現代と月刊現代に貴乃花が八百長をしたかのように記事を書いたため、名誉棄損で貴乃花夫妻(当時)が講談社に対して損害賠償請求訴訟を起こしている。2013年3月14日、最高裁第2小法廷（竹内行夫裁判長）は講談社側の上告を退けた。名誉毀損を認定し、847万円の支払いと謝罪広告の掲載を命じる二審判決が確定している[11]。この裁判で、初代若乃花の花田勝治、花田景子、藤田紀子、花田勝（元若乃花）、松ヶ根（元大関若嶋津）が証人申請されたが、却下されている。
- 週刊現代は、2007年3月10日号掲載の記事「北の湖理事長がナメられる『八百長相撲』の過去」で、1975年春場所千秋楽で横綱・北の湖が大関・貴ノ花に数百万円で星を売ったと報じた。これに対し相撲協会と北の湖理事長(当時)は、名誉棄損で損害賠償請求訴訟を起こした[12]。
  - 2008年5月30日、10月16日の口頭弁論に被告側の証人として藤田が出廷することが判明した。貴乃花は母親の証言で協会に不利益があった場合に息子として責任を取るため、審判部副部長と役員待遇を辞することを決めたという。藤田の出廷により父親の名誉が傷つくことも懸念し「もちろんそうなれば父にも申し訳ない」と語った[13]。同年6月2日の貴乃花部屋創設5周年パーティー後にも取材に応じ、「こういう話題が出ること自体、息子として恥ずかしく思う」「父は私の英雄であり、家族も協会のお世話になってきた。だからこそ、協会と反対の立場にある人と話をすることは皆無です」と述べている[14][15]。
  - 同年6月19日、藤田はニッポン放送のラジオ番組で貴乃花に謝罪の意を示した。証人申請を承諾していないとして、「息子に迷惑をかけ、親として悪いことをしていると思う」「そういう心配はしないように。親が子の足を引っ張るはずがありません」と話した[16]。
  - 同年10月16日の口頭弁論で、記事を執筆した武田頼政は「『相撲界は汚い、腐敗している』と、藤田憲子さんは私に何回も言いました」[17]と藤田が記事の情報源であることを明かし、さらに1992年初場所の貴乃花の初優勝も11代二子山が裏から手を回したのを藤田が見ていたと話した。閉廷後に武田は「八百長をなくしたいという藤田さんの意をくんで独断でしゃべった」とコメントし、藤田は記事に書くことを了承しており、提訴された場合は証人出廷を約束していたとまで述べている[18]。貴乃花は武田の発言に憤り、「もし本当ならとんでもない人です」と藤田について語っている[19]。
  - 東京地裁[20]・東京高裁[21]は賠償と記事の取り消し広告掲載を命じ、2010年10月21日に最高裁は講談社側の上告を棄却。相撲協会の勝訴が確定した。

#### ピース綾部との交際報道
- 2012年8月17日、週刊ポストが藤田とピースの綾部祐二の交際を報じた[22]。2011年5月26日放送の日本テレビ『なるほど！ハイスクール』の番組内で再現ドラマの新郎新婦役として共演したことがきっかけだという[23]。両人は別々に取材に応じ、熱愛や交際は否定したものの、綾部が藤田宅を訪ねていたことやお互いに好意を持っていることは否定しなかった[24]。
- 2016年10月8日に綾部は記者会見を行い、2017年4月から活動拠点をアメリカに移し、ピースとしての活動は同年3月をもって休止することを発表した。語学を学びながらコメディアンとして活動をしていく予定であるとしている[25]。会見の3日後に取材に応じた藤田は「それはなんとなく聞いています」と語った[26]。同月16日にフジテレビ「ワイドナショー」に出演した綾部は、藤田に報告をし「メールで『命ある限り前進のみ』といただきました」と話している[27]。2017年10月に綾部はニューヨークに移住した[28]。
- 2018年1月26日放送の関西テレビ「怪傑えみちゃんねる」に出演した花田虎上は、MCの上沼に「お母さん、そのうちニューヨーク行くんちゃう？」と問われ、「大まかに『いい加減にしなさい！』」と母親を強く止めていることを明かした[29]。同年3月16日放送のフジテレビ「ダウンタウンなう」では、「うちの母親はずっと17歳の女子高生。気持ちがというかいろんなことが」「（ピース綾部は）タイプとしては母のタイプ。顔がかわいい。顔がかわいいのがみんな好き」と明かしている[30]。
- 2019年2月8日放送のフジテレビ「ダウンタウンなう」に出演した花田優一は、松本人志の「お父さん(貴乃花)は、綾部のことをなんて言ってた？」という質問に、貴乃花が出演する番組にスタイリストとして同行した折にその日が初対面である綾部に『違和感のある挨拶』をされたと答えている[31]。「報道が起きる3日前にアルタの前で、父と2人でエレベーター待ってたらで綾部さんが来たんですよ。綾部さんがマスクとって『お世話になっております』って来たので父に『ピースの綾部さんです』ってことは言ったんです。その後、2人でテレビ見てたら報道があって爆笑しました」と話した[32]。

#### 日馬富士による傷害事件関連
- 2017年10月末に日馬富士が貴ノ岩の態度に腹を立てて頭部を殴打する暴行を加えた騒動について、藤田は「周りにいた人は下の力士じゃないわけですから、同じ横綱、大関が力ずくでもいいからどうして止めなかったのかなというのが不思議」と疑問を投げかけた。また貴ノ岩が「あなたたちの時代じゃない」などと発言したと報じられてることに「考えられない」とコメント。「年齢は違っても、上の人間にそんな言葉遣いをするとは思えない。（貴乃花）親方が若い時からしつけてるはずなので、真実かどうかを知りたいです」と話した[33]。
- 2018年6月に花田虎上は「テレビに出て自分の子供（貴乃花）をかばうのはいいけれど、今まで助けてくれた人たちのことを全然顧みず、裏切ったりした」として藤田と疎遠になっていることを明かした[34]。騒動以来、藤田は民放各局の情報番組に出演して貴乃花の擁護を続けてきたが、11代二子山との離婚で角界を離れているうえ貴乃花と10年以上疎遠であったため、現在の角界の実情を具体的に知らず憶測発言ばかりであったことが原因であると思われる[35][36]。しかし、騒動が一区切りついた2019年1月26日の公式ブログで「今後は利害関係なく、ただの親子になります。考えが合わないのでどうするべきか考え抜いた結果です。そうすることで親子として普通に接することができるのではないかと考えたのです」とコメントし、藤田と家族との会食の写真を掲載した[37][38]。
- 2018年9月25日に貴乃花が相撲協会と対立の末に退職することを表明した時にマスコミ取材に応じ、「『見事』と言ってあげたいです」と最後まで妥協をしなかった姿勢を称賛した。貴乃花が平年寄になった時点から「早く相撲協会を退職すべき。もう、これ以上いても苦しいだけ。離れても十分に生きていける」と考えていたことを明かし、「貴乃花は一代年寄であり、親から受け継いだ名跡ではありませんから、退職するのも光司だけの決断でいいと思います。この72年を立派に締めくくってくれたと理解しています」とこれまでの労をねぎらった[39][40]。同年10月25日の景子との離婚についても、「いろいろ事情があって、こういう日が来る」「実は女将さんの方が忙しい。24時間勤務。23年間、ありがとうという感じです」と夫婦の離婚と元妻の立場に理解を示していた[41][注釈 1]。

#### その他
- 30年間も50人〜60人もの力士たちの料理を毎日作り続けていたため、離婚して部屋を離れてからは料理が大嫌いになってしまい、スーパーの出来合いのものを買ってくるという食生活をしていた。また、2005年（平成20年）愛のエプロンでキッチンを公開し、3年間料理をしていないことも、食器乾燥機も取り付けただけで一度も使っていないことを明らかにした。
- 自身が女将を務めていた頃の部屋は月に水道代を30万円使うほど水道水を消費した。一般人とかけ離れた巨漢だらけの相撲部屋では当然と藤田は考えていたが、余りの水の消費量に事情を知らない水道局が「激しい水漏れがあるのではないか?」と部屋まで調査に駆け付けたことがある[43]。
- 2017年12月5日放映のフジテレビ「バイキング」出演時に、貴乃花洗脳騒動について当時のことを語り、フジテレビの責任と同時期に発生した芸能人の洗脳騒動の影響を指摘している。藤田の説明によると、貴乃花との関係に悩む父（11代二子山）がフジテレビの単独インタビューを受けたおりにインタビュアーに「（貴乃花は整体師に）洗脳されてますね？」と質問されて「そうです」と言ってしまったという[44]。話題になった整体師のことは信頼していたが、治療のときに相撲の指導まではじめてしまうことにも困惑しており、藤田は「先生、困ったね。相撲の指導はあなたでいいのにね」と話していた事実はあったと話している[45]。
- 2018年10月8日に死去した輪島について、当時現役だった11代二子山が初デートのときに連れてきたのが初対面だったと語った。11代二子山とは互いに『輪島』『満』と呼び合う同級生のような仲で、長男の虎上が3歳のころに「勝、連れてくよ」と声を掛け、静岡の巡業先までリンカーンに乗せていったこともあったという。家族ぐるみの親交で楽しい思い出ばかりと故人を偲んだ[46][47]。
- 2020年3月13日放送分の『快傑えみちゃんねる』で蜂窩織炎に罹って一時期虎上に「私はもう死ぬ」と話したと虎上が明かした。MCの上沼恵美子は「力士の方がよくなる病気に女将さんがなった!?」「お母さんは細いですよね」とスリムな藤田が蜂窩織炎に罹ったことに驚きを見せた[48]。
- 2021年1月に、所属している生島企画室（現在のFIRST AGENT）のYoutubeチャンネルで、長男夫婦が仕事に行っているときに孫2人を預かっていると話している。長男の妻が事務所社長兼マネージャーであるためで、女の子の面倒を見ることは初めてで面白いという[49]。
- 同年7月30日に元貴乃花部屋力士である貴源治が大麻吸引のため相撲協会を懲戒解雇となった際、週刊ポストの取材に応じた。
  - 貴乃花が部屋を継承した頃には既に11代二子山と離婚していたため「内情は分からない」としながらも、部屋の力士たちの教育・私生活の指導は部屋師匠夫妻の共同作業であると話した。血気盛んな力士たちを師匠が稽古で厳しく鍛える一方、私生活での不満を聞き取るのがおかみの仕事であり「そのためには24時間一緒に生活しないといけない」「誰にでも悪い心はある。親方とおかみさんが二人三脚で、それを出させない環境を作らないといけないんです。その歯車が少し狂えば、いくらでも綻びが出る」と私見を述べている[50]。
  - 旧藤島部屋と二子山部屋の合併を経験している立場として、部屋の合併については弊害が多いと語っている。「ずっと一緒にやってきた家族の中に他人が入ってくるわけですから。それまでの環境や相撲への向き合い方が違い、藤島部屋のカラーに染めるのは難しかった。どうしても軋轢が生まれます」と当時を述懐し、貴乃花部屋の力士を全員引き取った常盤山部屋(当時は千賀ノ浦部屋)側の苦労を推察している[51]。

## 出演

### 映画
- 雌が雄を喰い殺す 三匹のかまきり（1967年）
- みな殺しの霊歌（1968年）
- 進め!ジャガーズ 敵前上陸（1968年）
- 極道社員遊侠伝（1968年）
- 新宿そだち（1968年）
- 喜劇 大安旅行（1968年）
- 虹の中のレモン（1968年）
- 女の手配師 池袋の夜（1969年）
- 夜をひらく 女の市場（1969年）

### テレビドラマ
- レッツ・ゴー!永田町（2001年、日本テレビ）
- 鉄道捜査官4 愛と哀しみの飯田線（2004年、テレビ朝日）

### 舞台
- 新・演歌の花道（2002年）
- 二代目はクリスチャン（2006年）

## 著書
- 『あなたが一番! ― 負けん気女房の奮戦記』（1983年1月、光文社） ISBN 4334050875
- 『凛として…。』（2000年11月、文藝春秋） ISBN 4163571507